# Napoleão II de França
Napoleão II (em francês: Napoléon François Joseph Charles Bonaparte; Paris, 20 de março de 1811 – Viena, 22 de julho de 1832) foi o filho e herdeiro de Napoleão I, imperador dos franceses, e de sua segunda esposa, Maria Luísa da Áustria. Em 1815, no final dos Cem Dias, ele foi proclamado sucessor por seu pai e pelos parlamentares, após a segunda abdicação deste, sob o nome de Napoleão II. No entanto, a Assembleia e a comissão encarregada de governar em seu nome se abstiveram de declarar oficialmente como imperador o herdeiro imperial, que tinha apenas 4 anos e estava na Áustria. O "reinado" de Napoleão II terminou após duas semanas, quando Luís XVIII, apoiado pelas forças aliadas, entrou em Paris. Ele passou o resto de sua vida na Áustria, onde morreu aos 21 anos de tuberculose. Ele foi reconhecido pelos bonapartistas como o herdeiro do trono imperial.
Recebeu do pai, ao nascer, em 1811, o título de rei de Roma. Em 1815, foi apontado por Napoleão como seu sucessor no trono imperial francês, na ocasião de sua abdicação, mas não teve seu título reconhecido nem pelos franceses ou pelas potências europeias. Foi levado, ainda em 1815, aos quatro anos de idade, para a Áustria para morar no Palácio de Schönbrunn com a mãe e seus outros parentes da Casa de Habsburgo. Na corte austríaca, ficou conhecido apenas como Franz e pouca menção era feita ao rapaz a respeito das suas reivindicações imperiais na França. Foi educado em línguas (alemão e italiano), matemática e artes militares, mostrando boa proeminência nesses assuntos.
Enfermiço e retraído, passou a ser conhecido em 1818 como Duque de Reichstadt, título outorgado a ele por seu avô, o imperador austríaco Francisco I. Por pressão de nobres e políticos europeus, como Klemens von Metternich, foi proibido a ele ter qualquer cargo político de facto. Em 1832, aos 21 anos, foi acometido de pneumonia, que o enfraqueceu consideravelmente. Em julho do mesmo ano faleceu, em Viena, de tuberculose. Como não tinha filhos, a pretensão imperial francesa passou para seu primo, Luís Napoleão Bonaparte. Quando este assumiu o trono francês, em dezembro de 1852, ele ascendeu como Napoleão III, reconhecendo a posição de Napoleão II como primeiro herdeiro legítimo do Primeiro Império.
Suas cinzas, que repousavam na cripta imperial austríaca da igreja dos Capuchinos em Viena, foram devolvidas à França por Adolf Hitler em 1940.

## Títulos, estilos, honras e armas

### Títulos e estilos
- 20 de março de 1811 – 6 de abril de 1814: Sua Majestade, o Rei de Roma
- 6 de abril de 1814 – 22 de julho de 1818: Sua Alteza Sereníssima, o Príncipe de Parma
  - 20 de março de 1815 – 22 de junho de 1815: Sua Alteza Imperial, o Príncipe Imperial da França[carece de fontes?]
  - 22 de junho de 1815 – 7 de julho de 1815: Sua Majestade Imperial, o Imperador dos Franceses[carece de fontes?]
- 22 de julho de 1818 – 22 de julho de 1832: Sua Alteza Sereníssima, o Duque de Reichstadt[carece de fontes?]

### Honras
- Grã-Cruz da Ordem de Santo Estêvão[carece de fontes?]
- Grã-Cruz da Legião de Honra[carece de fontes?]
- Ordem da Coroa de Ferro (Primeira Classe)[carece de fontes?]
- Grã-Cruz da Sagrada Ordem Militar Constantiniana de São Jorge[carece de fontes?]

### Brasões
| Brasão de armas de Napoleão como Rei de Roma | Brasão de Napoleão como Imperador dos Franceses | Brasão de Napoleão como Duque de Reichstadt |